# George Strong Nares

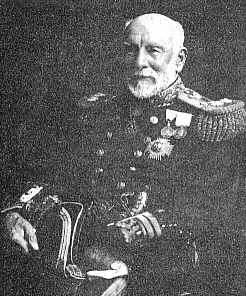
George Strong Nares

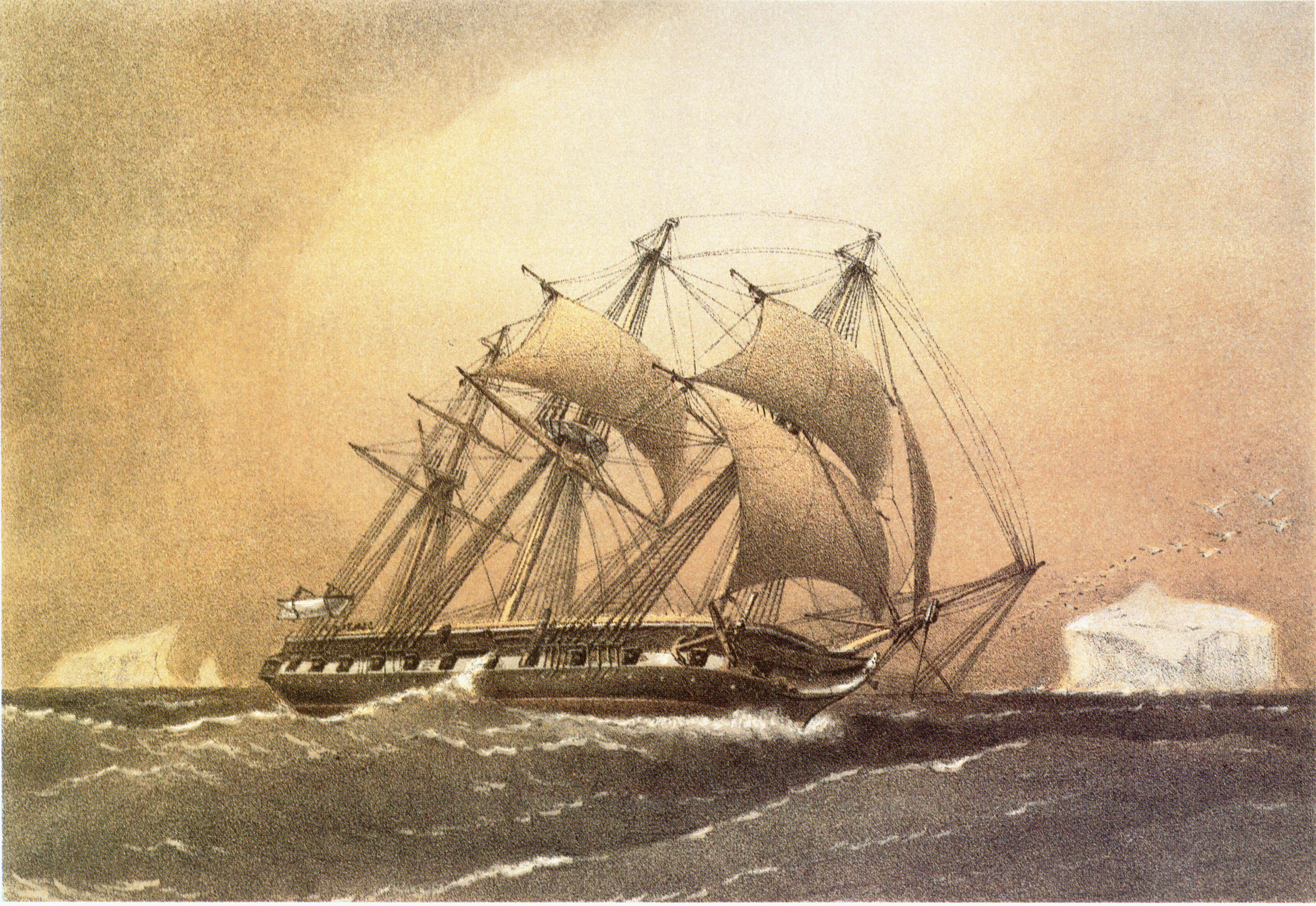
Okręt Challenger na obrazie Williama Fredericka Mitchella

George Strong Nares (1831–1913) – brytyjski żeglarz, badacz Arktyki i admirał. W latach 1872–1873 był dowódcą wyprawy oceanograficznej na okręcie HMS „Challenger”, w czasie której dokonano wielu znaczących odkryć. Odkryto między innymi Grzbiet Śródatlantycki. W latach 1875–1876 był dowódcą wyprawy na biegun północny na statkach Alert i Discovery. Jest autorem sprawozdań naukowych z wypraw.
W czasie wyprawy na HMS „Challenger” towarzyszył mu oceanograf i przyrodnik John Murray. Wyprawa ta miała poważny wpływ na rozwój nowoczesnej oceanografii.
Nares posiadał tytuł szlachecki Sir. Na jego cześć nazwano ciąg cieśnin na Oceanie Atlantyckim (vide: Cieśnina Naresa) oraz wyspę u północnych wybrzeży Grenlandii (vide: Ziemia Naresa).